# At Mister Kelly's
At Mister Kelly's è un album live del 1957 della cantante jazz statunitense Sarah Vaughan, registrato all'interno del jazz club Mister Kelly's a Chicago.

## Tracce
1. September in the Rain (Al Dubin, Harry Warren) – 3:30
2. Willow Weep for Me (Ann Ronell) – 5:16
3. Just One of Those Things (Cole Porter) – 3:18
4. Be Anything (But Be Mine) (Irving Gordon) – 4:50
5. Thou Swell (Lorenz Hart, Richard Rodgers) – 2:44
6. Stairway to the Stars (Matty Malneck, Mitchell Parish, Frank Signorelli) – 5:06
7. Honeysuckle Rose (Andy Razaf, Fats Waller) – 3:39
8. Just a Gigolo (Julius Brammer, Irving Caesar, Leonello Casucci) – 4:10
9. How High the Moon (Nancy Hamilton, Morgan Lewis) – 4:27
10. Dream (Johnny Mercer) – 3:38
11. I'm Gonna Sit Right Down (And Write Myself a Letter) (Fred E. Ahlert, Joe Young) – 2:30
12. It's Got to Be Love (Rodgers, Hart) – 5:13
13. Alone (Nacio Herb Brown, Arthur Freed) – 2:29
14. If This Isn't Love (Yip Harburg, Burton Lane) – 2:25
15. Embraceable You (George Gershwin, Ira Gershwin) – 2:47
16. Lucky in Love (Lew Brown, Buddy DeSylva, Ray Henderson) – 2:10
17. Dancing in the Dark (Howard Dietz, Arthur Schwartz) – 3:36
18. Poor Butterfly (John Golden, Raymond Hubbell) – 4:45
19. Sometimes I'm Happy (Caesar, Vincent Youmans) – 2:00
20. I Cover the Waterfront (Johnny Green, Edward Heyman) – 4:07

## Formazione
- Sarah Vaughan – voce
- Jimmy Jones – pianoforte
- Richard Davis – contrabbasso
- Roy Haynes – batteria